# マジスキMAGIC
「マジスキMAGIC」（マジスキマジック）は、クローバーの2枚目のシングル。2006年2月22日にランティスから発売された。

## 概要
表題曲「マジスキMAGIC」は、テレビアニメ『マジカノ』のエンディングテーマとして使用された。

## 収録曲
1. マジスキMAGIC [4:05]
作詞：畑亜貴 / 作曲：菊谷知樹 / 編曲：橋本由香利
  - テレビアニメ『マジカノ』エンディングテーマ
2. 四つ葉物語 [4:06] 
作詞：クローバー / 作曲・編曲：橋本由香利
3. マジスキMAGIC（off vocal）
4. 四つ葉物語（off vocal）